# Wasilij Stiopkin
Wasilij Fiodorowicz Stiopkin (ros. Василий Фёдорович Стёпкин, ur. 30 grudnia 1908, zm. 18 września 1993 w Omsku) – radziecki działacz partyjny i państwowy.

## Życiorys
W latach 1924–1928 uczył się w Ałtajskim Technikum Rolniczym, w którym 1928-1930 wykładał, a 1930-1934 studiował w Omskim Instytucie Rolniczym, w którym 1934-1938 był aspirantem. Od kwietnia 1938 do lipca 1941 był asystentem katedry w Omskim Instytucie Rolniczym, od 1939 należał do WKP(b), od lipca do grudnia 1941 był instruktorem Wydziału Rolnego Komitetu Obwodowego WKP(b) w Omsku, a od grudnia 1941 do marca 1942 szefem wydziału politycznego sowchozu w obwodzie omskim. W 1941 uzyskał tytuł kandydata nauk rolniczych, później docenta, od marca 1942 do czerwca 1943 był zastępcą kierownika Wydziału Rolnego Komitetu Obwodowego WKP(b) w Omsku, od czerwca 1943 do kwietnia 1947 zastępcą sekretarza Komitetu Obwodowego WKP(b) w Omsku. ds. hodowli, a od kwietnia 1947 do grudnia 1951 I zastępcą przewodniczącego Komitetu Wykonawczego Omskiej Rady Obwodowej. Od grudnia 1951 do kwietnia 1953 był przewodniczącym Komitetu Wykonawczego Omskiej Rady Obwodowej, od kwietnia do sierpnia 1953 instruktorem KC KPZR, od 1953 do maja 1956 radcą Ambasady ZSRR w Mongolii, potem p.o. przewodniczącego Głównego Zarządu ds. Konstantów Ekonomicznych Rady Ministrów ZSRR. Od sierpnia 1956 do 1957 był zastępcą przewodniczącego Rady Ministrów Kirgiskiej SRR, 1957-1958 I zastępcą przewodniczącego Rady Ministrów Kirgiskiej SRR i członkiem Biura KC Komunistycznej Partii Kirgistanu, od 1 listopada 1958 do 9 maja 1961 II sekretarzem KC KPK, od 9 maja 1961 do 22 grudnia 1962 sekretarzem KC KPK. W 1963 był inspektorem Środkowazjatyckiego Biura KC KPZR, od czerwca 1963 do grudnia 1964 rektorem Omskiego Instytutu Rolniczego, od grudnia 1964 do 1971 sekretarzem Komitetu Obwodowego KPZR w Omsku, 1971 przeszedł na emeryturę. Był odznaczony dwoma Orderami Czerwonego Sztandaru Pracy i Orderem Znak Honoru.